# Alessandra Giliani

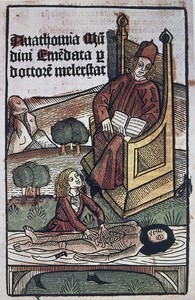
Titelholzschnitt der von Martin Pollich besorgten Leipziger Ausgabe der Anathomia. Postume Darstellung des Mondino von 1493. Die assistierende Person ist entweder Alessandra Giliani oder ein langhaariger männlicher Dissektor.

Alessandra Giliani oder Giuliani, genannt Alessandra Giuliani di Persiceto, allieva del Mondino (Alessandra Giuliani aus Persiceto, Schülerin des Mondino) (* 1307 in San Giovanni in Persiceto; † 26. März 1326) soll die erste Frau gewesen sein, die als Anatomin oder Pathologin gearbeitet hat.

## Leben und Wirken
Von Alessandra Giliani wird berichtet, dass sie 1307 in San Giovanni in Persiceto in der italienischen Provinz Emilia-Romagna geboren worden sei. Sie sei 1326 im Alter von 19 Jahren vermutlich an einer septischen Wunde gestorben. Sie wird als die erste weibliche Anatomin der westlichen Welt bezeichnet und soll als Prosector brillante Arbeit geleistet haben, indem sie Leichen für die anatomische Obduktion vorbereitet habe. Sie habe als chirurgische Assistentin von Mondino dei Luzzi († 1326), einem Professor an der Medizinschule der Universität von Bologna, gearbeitet, der 1316 ein anatomisches Lehrbuch verfasste.
Alessandra Giliani habe eigene anatomische Untersuchungen durchgeführt, in denen sie eine Methode entwickelt habe, um das Blut aus dem Körper zu entfernen und es durch eine aushärtende gefärbte Flüssigkeit zu ersetzen, was ihr beim Verständnis des Herz-Lunge-Blutkreislaufs geholfen habe.

## Fakt oder Fiktion
Es gibt keinen zuverlässigen Nachweis über Gilianis wissenschaftliche Arbeit. Es könnte sich sogar um eine fiktive Person handeln. Gilianis Geschichte, die im 19. Jahrhundert von Michele Medici zwar notiert, aber nicht geglaubt wurde, geht auf ein Werk des Alessandro Macchiavelli (1693–1766) zurück, der schon seinen Zeitgenossen in Bologna als Schriftsteller galt, dem der Bologneser Lokalpatriotismus die Feder führte.
Laut der nachmittelalterlichen Überlieferung beschreibt eine Grabinschrift in einer Kirche mit dem Namen Santi Marcellino e Pietro des Hospitalordens Fratrum S. Mariae de Ulmareto ihre Person und ihre Arbeit. Die Tafel sei von Otto Agenius Lustrulanus, einem weiteren Assistenten von Mondino, gestiftet worden, der als ihr Verlobter ausgegeben wird. Im 17. Jahrhundert war diese Kirche in Bologna Sitz der Confraternità di San Giorgio. Ein Nachweis ihrer Familie in Persiceto ist bislang nicht gefunden worden, so im Jahr 2009 die Wissenschaftshistorikerin Sabrina Veneziani.

## Neuzeitliche Rezeption und Ehrungen
- Auf der Venus ist seit 1994 ein Krater nach ihr benannt.[10]

- In der Kunstinstallation The Dinner Party von Judy Chicago wird sie im Heritage Floor aufgeführt.[11][12]

- Barbara Quicks Jugendroman A Golden Web aus dem Jahr 2010 ist eine fiktionale Imagination von Alessandra Gilianis Leben und Zeitumständen.